# Temporada de reggaetón
Temporada de reggaetón es el segundo extended play del rapero argentino Duki. Fue lanzado el 25 de noviembre de 2021 bajo la compañía discográfica SSJ Records y distribuido por la compañía Dale Play Records.

## Antecedentes
El 2 de septiembre de 2021 sorprendió con la publicación del sencillo «Ley de atracción», un reggaetón en solitario, junto a este anunció el comienzo de su "temporada de reggaetón". En octubre lanzó «Unfollow» junto a Justin Quiles y Bizarrap y esto le dio comienzo a los sencillos promocionales de su próximo disco. El 23 de noviembre lanzó «Midtown» y anunció la salida del proyecto para esa semana.

## Lanzamiento y recepción
El 25 de noviembre lanzó el EP con 3 sencillos y el videoclip de «En movimiento». El proyecto musical contó en total con siete canciones, las antes lanzadas y los tres sencillos lanzados en simultáneo con colaboraciones junto a Rels B, Juanka, Juhn y AK:420. En diciembre lanzó dos videoclips, el de TOP 5 en solitario y BICI en conjunto.
La recepción del álbum fue positiva, estuvo 38 semanas en el chart de álbumes de España. Fue nominado a Premios Tu Música Urbano 2022 como álbum del año.

## Lista de canciones
Tracklist de Temporada de reggaetón
Todas las letras escritas por Mauro Ezequiel Lombardo.
| N.º | Título                                     | Música                          | Duración |  |
| 1.  | «En movimiento»                            | TAIKO                           | 2:50     |  |
| 2.  | «Ley de atracción»                         | Caleb Calloway, Kardu, Prieto   | 3:00     |  |
| 3.  | «Bici (con Juhn, Juanka y AK:420) »        | Jowani, CON Music               | 4:08     |  |
| 4.  | «Midtown»                                  | Zecca                           | 3:25     |  |
| 5.  | «TOP 5»                                    | YESAN                           | 2:26     |  |
| 6.  | «Yin Yan (con Rels B) »                    | Naisgai, YESAN, Sébastien Graux | 3:09     |  |
| 7.  | «Unfollow (con Justin Quiles y Bizarrap) » | Bizarrap                        | 3:16     |  |